# NK Cibalia Seonjaci
NK Cibalia je bivši bosanskohercegovački nogometni klub iz Seonjaka kod Brčkog.

## Povijest
Klub je osnovan 1981. godine kao OFK Borac. Na klupskoj skupštini održanoj 22. veljače 1992. klub je dobio naziv NK Cibalia prema istoimenom klubu iz Vinkovaca. Ubrzo nakon toga klub prestaje s radom zbog rata, a 17. lipnja 1999. obnavlja rad. U prvoj sezoni Cibalija je ostvarila plasman u 1. ligu Posavske županije. Početkom 2001. godine klub se raspao.
Na mjestu nekadašnjeg igrališta Cibalije izgrađen je sportski centar s malonogometnim, teniskim i odbojkaškim terenima. 